# Rhizothera
Rhizothera é um género de ave da família Phasianidae. São o único género na tribo Rhizotherini. O género foi criado por George Robert Gray em 1841 e contém as seguintes espécies:

## Espécies
Este género foi proposto por George Robert Gray em 1841 e contém as seguintes espécies:
- Rhizothera longirostris
- Rhizothera dulitensis

## Etimologia
O nome Rhizothera é composto por duas palavras gregas: rhiza, que significa "raiz" e thēras, que significa "caçador".